# Chingansk
Chingansk (in lingua russa Хинганск) è un centro abitato dell'Oblast' autonoma ebraica, situato nell'Oblučenskij rajon.